# Sillu (Fatuleu)
Sillu is een bestuurslaag in het regentschap Kupang van de provincie Oost-Nusa Tenggara, Indonesië. Sillu telt 4057 inwoners (volkstelling 2010).